# Iglesia de Santo Domingo de Guzmán (Peque)
La Iglesia de Santo Domingo de Guzmán es una iglesia católica colombiana bajo la advocación de Santo Domingo de Guzmán, en el municipio de Peque, en Antioquia; que hace parte de la Arquidiócesis de Santa Fe de Antioquia, específicamente de la Vicaría de la Santísima Trinidad de esta.
La primera capilla de Peque se inició en 1873, y el 11 de noviembre de 1889 fue erigida en parroquia por Mons. Juan Nepomuceno Rueda Rueda, obispo de la Diócesis de Antioquia, colocando al Pbro. Moncada como su primer párroco, aunque fue el Pbro. Benedito Soto el encargado de construir el templo actual. Durante la administración parroquial de Soto llegaron a Peque diversas órdenes protestantes, como la presbiteriana (1932), lo que retardó la construcción de la nueva iglesia. José Luis Correa, otro párroco, debió reconstruir posteriormente la iglesia debido a un incendio.